# Grace Helbig
Grace Anne Helbig (Woodbury, Nueva Jersey; 27 de septiembre de 1985) es una actriz, comediante, autora y YouTuber estadounidense. Es la conductora y creadora del canal de Youtube it’sGrace. Es principalmente conocida por crear la serie web de My Damn Channel "Daily Grace", por ser una corresponsal en "Attack of the Show!" en G4 network, por interpretar a Idol, uno de los personajes principales de la serie web "MyMusic", creada por los Fine Brothers, por aparecer en varios comerciales de televisión para Lowe’s y por interpretar a Elise Miller en Camp Takota.

## Vida personal
Helbig nació en South Jersey. Sus padres son John Helbig y Theresa McGinnis. Helbig tiene un hermano mayor, John y un hermano menor, Tim. Estudió en la escuela primaria West End Memorial y a la escuela secundaria Gateway Regional, en Woodbury Heights, Nueva Jersey. Ella fue una exitosa corredora de pista y ganó una medalla de oro en salto con pértiga.
En 2003, Helbig empezó a estudiar en la Universidad Ramapo en Mahwah, Nueva Jersey. Formó un grupo sketch de comedia llamado Bake Goods con su mejor amiga, Michelle Akin (Vargas). Durante sus años escolares, tomó clases de improvisación en el People's Improv Theather de New York.
Fue semifinalista en el concurso de belleza de Miss New Jersey USA 2005. Se graduó de la Universidad con un título en Artes Contemporáneas en 2007.
Desde 2007 y hasta 2012, Helbig vivió en Brooklyn, New York. Se mudó a Los Ángeles, California en noviembre de 2012.

## Carrera

### Web video
A comienzos de 2008, Helbig narró el show web animado, Bedtime Stories de My Damn Channel, que consistía en parodias para adultos de los cuentos de hadas clásicas. El fundador y CEO de My Damn Channel, Rob Barnett descubrió sus vlogs personales a través de su perfil y le ofreció la oportunidad de tener su propia serie web en My Damn Channel. Así nació DailyGrace, que se estrenó el 14 de abril de 2008 con nuevos episodios publicados todos los días de la semana. El 11 de octubre de 2010, DailyGrace fue estrenado en YouTube como un canal. A finales de diciembre de 2013, el canal había acumulado más de 2.4 millones de suscriptores y más de 211 millones de visitas en YouTube. Desde la creación de la serie en abril de 2008 hasta diciembre de 2013, Helbig creó más de 830 episodios de DailyGrace en el canal de YouTube de DailyGrace – sumando los 690 episodios de DailyGrace que habían sido publicados únicamente en My Damn Channel.
Desde marzo de 2012 hasta enero de 2013, Helbig presentó una vez a la semana My Damn Channel LIVE desde el estudio de la compañía en New York (los otros días de la semana fueron presentados por Beth Hoyt). En noviembre del 2013, el programa fue revivido con un formato semanal y fue llamado My Damn Channel Live: Hangout, donde Helbig hizo varias apariciones vía videollamadas desde el estudio en Los Ángeles.
El 4 de noviembre de 2013, Helbig estrenó una serie complementaria a DailyGrace llamada One Thing You Didn’t Know About Me From Last Week. La serie tuvo 5 episodios y terminó el 2 de diciembre de 2013.
El 27 de diciembre de 2013, Helbig cargó su episodio final de DailyGrace al canal de YouTube de DailyGrace. Cuatro días más tarde, My Damn Channel posteó una declaración donde anunciaban que Helbig decidió no renovar su contrato de varios años con la compañía y que Helbig no creará contenido nuevo para el canal de YouTube de DailyGrace. My Damn Channel indicó que el canal de YouTube de DailyGrace quedará activo únicamente para archivar todos los episodios y que la compañía tiene planes de subir todos los episodios de DailyGrace y cualquier otro contenido que Helbig haya creado que eran exclusivos en la página web de My Damn Channel.
El 6 de enero de 2014, Helbig reestrenó su propio, anteriormente su canal secundario it’sGrace (anteriormente era GracieHinABox) como su canal principal de YouTube. La noticia de la separación de Helbig con My Damn Channel y el cambio a su propio canal independiente contribuyó a un aumento dramático en los suscriptores de it’sGrace, desde menos de 87.000 suscriptores en las últimas semanas del 2013 a más de medio millón para la primera semana del 2014. El 22 de enero de 2014, después de dos semanas y media de haber reestrenado el canal, it’sGrace llegó al millón de suscriptores. Para agosto de 2014, el canal de YouTube de it’sGrace tiene más de 1.82 millones de suscriptores y más de 43.2 millones de visitas.
El 30 de abril de 2014, fue anunciado vía prensa que Helbig se asoció con Fullscreen .

### Televisión
En 2008-2009, Helbig fue destacada como Green Girl en una serie de anuncios de servicio público para la campaña de sensibilización ambiental Big Green Help de N.
En agosto de 2009, Helbig interpretó un papel secundario en un episodio de la efímera serie de televisión Comedy Central Michael y Michael Have Issues protagonizada por Michael Showalter y Michael Ian Black.
A principios de 2010, Helbig apareció brevemente en un anuncio de televisión de alcance nacional para Regus.
Durante 2010-2011, hizo varias apariciones como asistente del servidor de procesos Byran McElderry en TruTV All Worked Up.
En diciembre de 2010, Helbig apareció como extra en un sketch de Late Show with David Lettermanen CBS.
Desde la primavera de 2011, Helbig apareció periódicamente en Attack of the Show! en la red G4 tanto como copresentador y corresponsal hasta la cancelación del programa en 2013.
En 2011-2012, ella apareció brevemente en un anuncio televisado a nivel nacional para Google Chrome.
En abril de 2012, Helbig apareció en un episodio de Celebrity Apprenticede NBC.
En 2012-2013, hizo algunas apariciones durante la primera y segunda temporada de Money From Strangers de MTV.
En 2012-2013, fue la portavoz destacado en una serie de comerciales de Lowe’s televisados a nivel nacional.
A principios de 2013, ella apareció en algunos episodios de VH1's Best Week Ever.
En junio de 2013, apareció Helbig brevemente en el episodio de estreno de Tripping Out With Alie & Georgia en Cooking Channel.
En octubre de 2013, Helbig dio su primera entrevista televisada a nivel nacional en el talk show de MTV Nikki & Sara Live.
En 2013-2014, fue participante en algunos episodios durante la primera y segunda temporada de @midnight de Comedy Central.
En enero de 2014, Helbig fue entrevistado junto con sus compañeras de reparto de Camp Takota Hannah Hart y Mamrie Hart en Showbiz Tonight de HLN.
En enero de 2014, fue entrevistada por Skype en la vídeo revista de noticias de televisión de difusión nacional RightThisMinute.
En febrero, marzo y mayo de 2014, ella fue panelista en tres episodios de la octava temporada de E!'s late-night talk show Chelsea Lately.
En febrero de 2014, que era el barman Clubhouse en un episodio de la temporada once de Andy Cohen's late-night talk show Watch What Happens: Live por Bravo.
En marzo de 2014, Helbig apareció con Ross Mathews y Ali Fedotowsky en Countdown to the Red Carpet: The 2014 Academy Awards pre-show coverage of the 86th Academy Awards de E!.
En marzo de 2014, un breve vídeo de la aparición de Helbig Countdown to the Red Carpet: The 2014 Academy Awards se presentó en un episodio de la temporada once de The Soup de E!.
En marzo de 2014, Helbig fue una invitada especial en el primer episodio de TBS's late-night talk show The Pete Holmes Show.
En junio de 2014, Helbig fue invitada en el segundo episodio de la temporada de AwesomenessTV en Nickelodeon.
El 6 de agosto de 2014, se anunció mediante una nota de prensa que Helbig será la protagonista de un híbrido de talk show/comedia pilot para E!, tentativamente titulado The Grace Helbig Project.
| Año       | Título                                               | Canal/Compañía  | Rol                 | Notas                                                                                         |
| --------- | ---------------------------------------------------- | --------------- | ------------------- | --------------------------------------------------------------------------------------------- |
| 2008–2009 | The Big Green Help                                   | The N           | Green Girl          | Aparece en la campaña "Go Green Without Going Nuts!"                                          |
| 2009      | Michael and Michael Have Issues                      | Comedy Central  | Anna                | Aparece en el episodio 5, "College"                                                           |
| 2010      | Regus commercial                                     | -               | Empleada            | Aparece brevemente en el comercial "Want a Real Office?"                                      |
| 2010      | Late Show with David Letterman                       | CBS             | Extra               | Temporada 18, Episodio 51, "Joe Grossman's Geopolitical Insights & Analysis"                  |
| 2010–2011 | All Worked Up                                        | TruTV           | Grace               | Asistente de servidor de procesos de Byran McElderry en algunos episodios                     |
| 2011–2013 | Attack of the Show!                                  | G4              | Grace Helbig        | Entrevistadora, reportera de campo, anfitriona ocasional de "The Feed", coanfitriona invitada |
| 2011–2012 | Comercial para Google Chrome                         | -               | Grace Helbig        | Un clip breve de es mostrado en la campaña "Make It Happen"                                   |
| 2012      | Celebrity Apprentice                                 | NBC             | Actriz en comercial | Temporada 12, Episodio 8, "Ad Hawk"                                                           |
| 2012-2013 | Money From Strangers                                 | MTV             | Grace Helbig        | Aparece en varios episodios de la primera y segunda temporada                                 |
| 2012-2013 | Comerciales de Lowe's                                | -               | Empleada            | Portavoz para la campaña publicitaria "MyLowe’s"                                              |
| 2013      | Best Week Ever                                       | VH1             | Grace Helbig        | Aparece en varios episodios                                                                   |
| 2013      | Tripping Out With Alie & Georgia                     | Cooking Channel | Grace Helbig        | Aparece brevemente en Temporada 1, Episodio 1, "Vegas"                                        |
| 2013      | Nikki & Sara Live                                    | MTV             | Grace Helbig        | Invitada especial en Temporada 2, Episodio 9                                                  |
| 2013-2014 | @midnight                                            | Comedy Central  | Grace Helbig        | Panelista en Temporada 1, Episodio 13; Temporada 2, Episodios 2, 30 y 86                      |
| 2014      | Showbiz Tonight                                      | HLN             | Grace Helbig        | Invitada especial junto a sus compañeras de reparto de Camp Takota Hannah Hart y Mamrie Hart  |
| 2014      | RightThisMinute                                      | Revista digital | Grace Helbig        | Invitada especial Temporada 3                                                                 |
| 2014      | Chelsea Lately                                       | E!              | Grace Helbig        | Panelista en Temporada 8, Episodios 23, 42 y 76                                               |
| 2014      | Watch What Happens: Live                             | Bravo           | Grace Helbig        | Barman Clubhouse en temporada 11, Episodio 33                                                 |
| 2014      | Countdown to the Red Carpet: The 2014 Academy Awards | E!              | Grace Helbig        | Aparece en el pre-show antes de los 86th Academy Awards                                       |
| 2014      | The Soup                                             | E!              | Grace Helbig        | Un clip breve de Countdown to the Red Carpet es mostrado en Temporada 11, Episodio 10         |
| 2014      | The Pete Holmes Show                                 | TBS             | Grace Helbig        | Invitada especial en Temporada 1                                                              |
| 2014      | AwesomenessTV                                        | Nickelodeon     | Grace Helbig        | Invitada especial en Temporada 2, Episodio 4, "Us and Jan: Cheer"                             |

### Películas

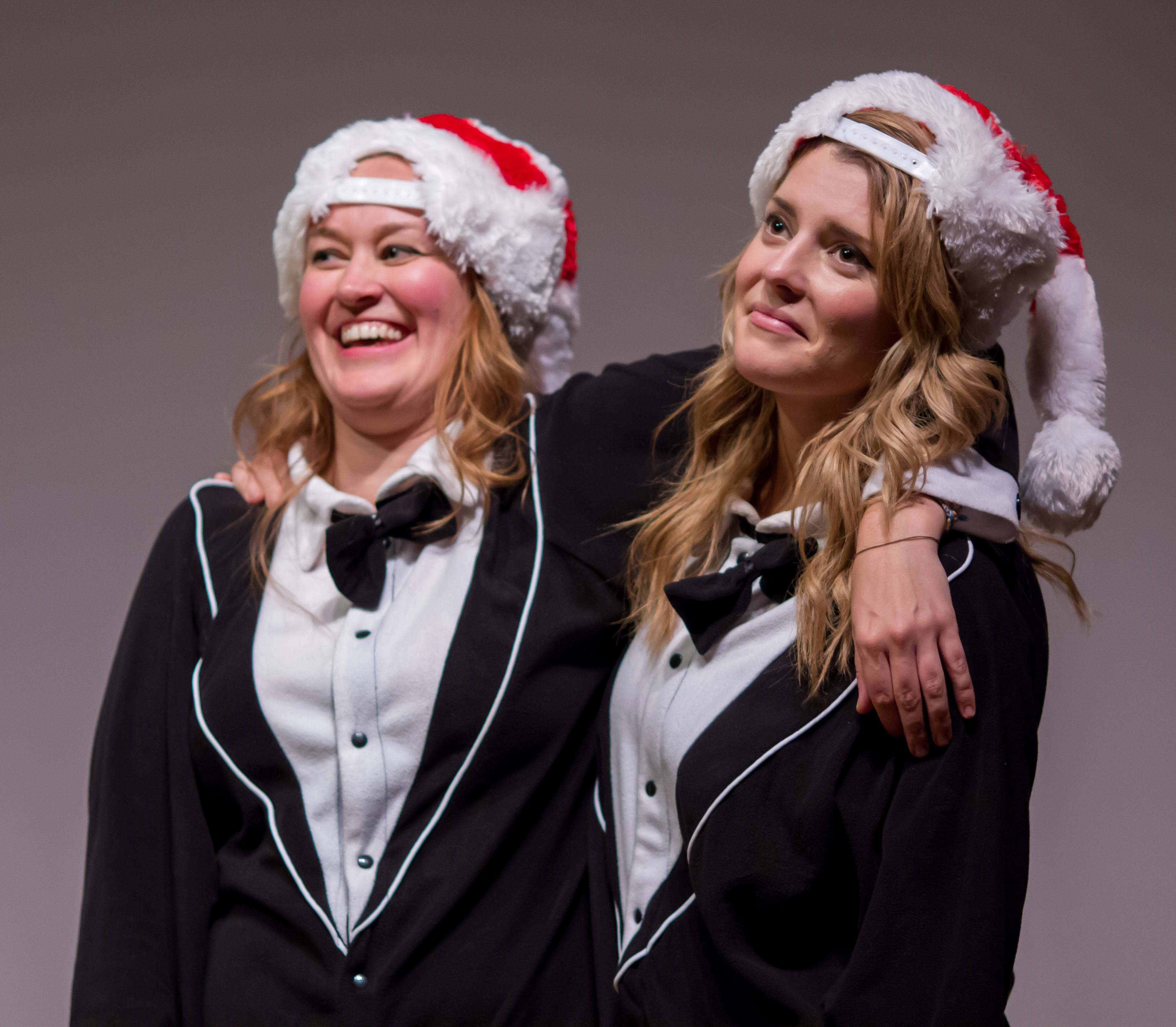
Mamrie Hart y Helbig en No Filter en diciembre de 2013

Helbig participó en el documental de YouTube del director Dan Dobi Please Subscribe, junto a sus compañeros YouTubers Hannah Hart, Mitchell Davis, Craig bencina y otros.
El 2 de agosto de 2013 Helbig anunció en el escenario principal en VidCon 2013 que iba a ser protagonista de su primer largometraje junto a sus amigas Hannah Hart y Mamrie Hart. Camp Takota protagoniza a Helbig como una mujer joven que se ve obligada a dejar su trabajo de la gran ciudad y regresar a su viejo campamento de verano donde se reencuentra con viejas amigas interpretadas por Hannah y Mamrie. La película, dirigida por Chris & Nick Riedell, comenzó a filmarse en California el 12 de agosto de 2013. El tráiler oficial de la película fue lanzado el 24 de diciembre de 2013 en los canales de YouTube respectivos de Helbig, Hannah y Mamrie, así como en la página web oficial de la película. El 5 de febrero de 2014, un tráiler extendido fue lanzado en el canal de YouTube it'sGrace de Helbig y en el sitio web de Camp Takota. Camp Takota fue estrenada a través de la descarga digital el 14 de febrero de 2014.
Helbig aparece en el documental de Corey Vidal y Shay Carl Vlogumentary junto con otros usuarios de YouTube, que se estrenó a mediados y finales de 2014. 
| Año  | Título           | Rol          | Director             |
| ---- | ---------------- | ------------ | -------------------- |
| 2012 | Please Subscribe | Grace Helbig | Dan Dobi             |
| 2014 | Camp Takota      | Elise Miller | Chris & Nick Riedell |
| 2014 | Vlogumentary     | Grace Helbig | Corey Vidal          |

### Podcast
En septiembre de 2014, Helbig tiene programado el estreno de su video podcast Not Too Deep with Grace Helbig, con nuevos episodios los lunes en el canal de YouTube it'sGrace, al igual que en SoundCloud y iTunes.

### Libro
En octubre de 2014, el manual cómico de Helbig dirigido a un público nacido después de 1980, Grace's Guide: The Art of Pretending to Be a Grown-up, está programado para ser publicado por Touchstone, un sello editorial de Simon & Schuster.

### Otros trabajos

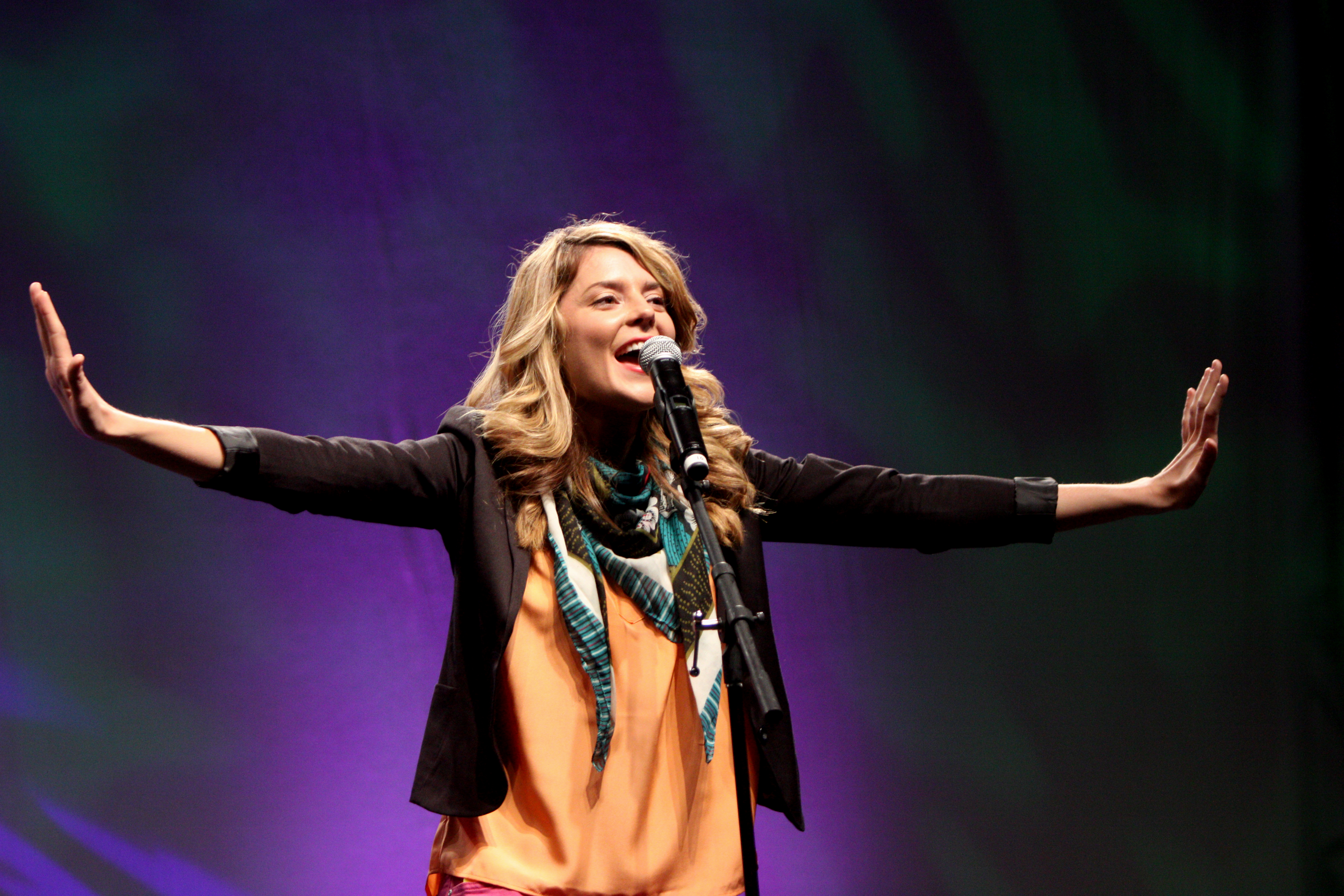
Grace Helbig como Idol de MyMusic

Helbig ha colaborado en muchos proyectos a lo largo de los años (con varios YouTubers, comediantes, cineastas y de otro tipo). Destacan las siguientes:
A partir de marzo de 2008, Helbig y su compañera de la universidad Michelle Akin (née Vargas) crearon Grace n’ Michelle, un canal de YouTube. El más reciente video en este canal fue subido el 25 de octubre de 2013, cuando Helbig visitó a Akin en New York.
En 2011, Helbig fue la coanfitriona de Morning Show, un show por la noche mensual con Jacob “Hobart” Brown.
Helbig filma y aparece a menudo en la serie web You Deserve a Drink en colaboración con Mamrie Hart.
En 2012, durante los Premios inaugurales IAWTV, Helbig conoció a los Fine Brothers. Los dos hermanos necesitaban a alguien para desempeñar el papel de Idol para su nueva serie web MyMusic y durante su encuentro, le ofrecieron el papel. Helbig voló a Los Ángeles la semana siguiente para rodar la primera temporada. Posteriormente Helbig apareció en los primeros siete episodios de la segunda temporada de la serie.
Helbig también ha aparecido en la serie web YouTubers React de Fine Brothers.
El 15 de enero de 2013, Helbig participó en el escenario como parte de "An Evening of Awesome" con John and Hank Green, Neil Gaiman, Hannah Hart, Ashley Clements y Daniel Vincent Gordh.
El 4 de abril de 2013, Helbig apareció en el estreno de la temporada de TableTop organizada por Wil Wheaton en el canal Geek & Sundry de YouTube.

Durante mayo, junio y diciembre de 2013, Helbig (junto con Hannah Hart y Mamrie Hart) se embarcó en un programa de comedia en vivo a través de Estados Unidos llamado #NoFilterShow. En mayo de 2014, su show se aventuró en el extranjero a Londres y Dublín.

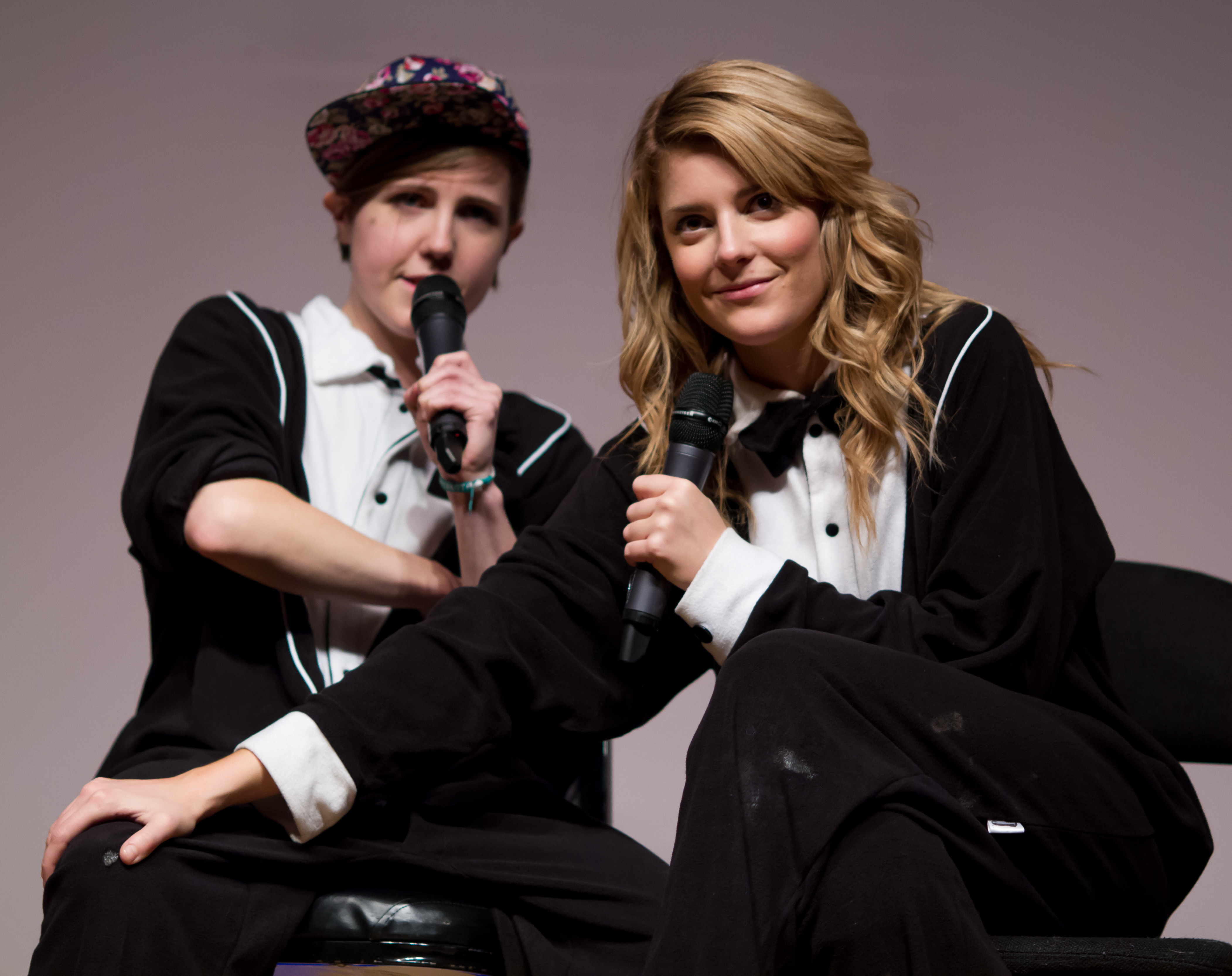
Hannah Hart y Helbig actuando un fan fiction en diciembre de 2013

Se anima a la gente para filmar y documentar el espectáculo y se incorporan el uso de las redes sociales mediante el uso de comentarios de Internet en los juegos.
En julio de 2013, en los tres últimos episodios de la temporada 2 Parte 2 de la exitosa serie web The Most Popular Girls in School, Helbig le dio la voz a Jeannie Halverstad, una anfitriona del programa abrasivo Cheer Nationals. En marzo de 2014, Helbig le dio la voz a un carácter diferente, Pamela Darabond, en tres episodios de la temporada 3.
El 13 de septiembre de 2013, Helbig estrenó su serie web semanal Grace's Faces en el canal YouTube de belleza de Bobbi Brown 'I love makeup'.
El 23 de diciembre de 2013, Helbig fue el invitado especial en el episodio de estreno de Truly Tish en el canal recién estrenado de la familia Cyrus.
El 11 de febrero de 2014, Helbig apareció en el vídeo de BuzzFeed 12 Signs Being Ladylike Is Not Your Forte.
El 24 de febrero de 2014, Helbig apareció en el comercial web de St. Ives ‘Fresh Hydration Lotion Spray‘.
En mayo y junio de 2014, Helbig apareció como Anna en dos episodios de la segunda temporada de la serie musical Side Effects en el canal de YouTube de AwesomenessTV.
El 1 de julio de 2014, Helbig y coanfitriona Mamrie Hart estrenaron su serie web de verano de viajes llamada #HeyUSA en el canal de YouTube de Astronauts Wanted.
El 7 de septiembre, Helbig y Hannah Hart conducirán los Streamys Awards 2014.

El 17 de noviembre colaboró en Epic Rap Battles of History junto a Hannah Hart interpretando el personaje de Julieta Capuleto

## Premios y nominaciones
DailyGrace fue elegida King of the Web en octubre de 2011.
El Twitter personal de Helbig fue listado en la sección humor de Time Magazine 140 Best Twitter Feeds of 2012.
Helbig fue listada en 11 Awesome Up-And-Coming Funny Ladies You Should Know de BuzzFeed.
Fue llamada una de 30 Under 30 Rising Stars in Los Angeles por Refinery29 en julio de 2013.
Fue coronada como MTV's Best Vlogger of 2013.
Helbig fue listada en la sección de entretenimiento de 30 under 30 Who Are Changing The World 2014 de Forbes.
Helbig fue llamada una de las 100 Most Creative People In Business 2014 por la revistaFast Company.
Fue enlistada en Silicon Beach Power 25: A Ranking of L.A.'s Top Digital Media Players de The Hollywood Reporter en mayo de 2014.
Helbig fue llamada una de 10 Comics to Watch de Variety en junio de 2014.
| Año            | Ceremonia                               | Categoría                               | Trabajo                                 | Resultado | Fuente |
| -------------- | --------------------------------------- | --------------------------------------- | --------------------------------------- | --------- | ------ |
| 2012           | IAWTV Awards                            | Best Writing (Non-Fiction)              | DailyGrace                              | Nominada  | [ 92 ] |
| 2013           | IAWTV Awards                            | Best Host (Taped)                       | DailyGrace                              | Ganadora  | [ 93 ] |
| 2013           | IAWTV Awards                            | Best Hosted (Taped) Web Series          | DailyGrace                              | Ganadora  | [ 93 ] |
| 2013           | IAWTV Awards                            | Best Writing (Non-Fiction)              | DailyGrace                              | Nominada  | [ 94 ] |
| 2013           | Streamy Awards                          | Best First-Person Series                | DailyGrace                              | Ganadora  | [ 95 ] |
| 2013           | Streamy Awards                          | Audience Choice Personality of the Year | Audience Choice Personality of the Year | Ganadora  | [ 95 ] |
| 2014           | Webby Awards                            | First Person - People's Voice           | it'sGrace                               | Ganadora  | [ 96 ] |
| 2014           | Teen Choice Awards                      | Choice Web Star: Female                 | Choice Web Star: Female                 | Nominada  | [ 97 ] |
| Streamy Awards | First Person                            | First Person                            | Pendiente                               | [ 98 ]    |        |
| Streamy Awards | Audience Choice Entertainer of the Year | Audience Choice Entertainer of the Year | Pendiente                               | [ 99 ]    |        |